# Bandung (metropool)
De Bandung Metropoolregio of Groot-Bandung (officieel: the Bandung Basin) is het grootstedelijke gebied rondom de stad Bandung in West-Java, Indonesië.
De metropoolregio wordt gevormd door de stad Bandung, de voorstad Cimahi, de volledige regentschappen Bandung en West-Bandung en een gedeelte van het regentschap Sumedang.
Bij de volkstelling van 2020 had de metropoolregio 8.790.308 inwoners op een oppervlakte van 3484 km2. Het is na de metropoolgebieden van Jakarta (Jabodetabek) en Soerabaja (Grebangkertosusila) de grootste van Indonesië. Aan de westzijde is het slechts 20 kilometer verwijderd van het metropoolgebied van Jakarta. Deze vormen samen een zogenaamde megalopool van 50 miljoen inwoners.